# ロラックスおじさんの秘密の種
『ロラックスおじさんの秘密の種』（ロラックスおじさんのひみつのたね、原題：The LoraxまたはDr. Seuss' The Lorax）は、2012年にで公開されたアニメーション・ミュージカル・ファンタジー・コメディ映画であり、ユニバーサル・ピクチャーズとイルミネーション・エンターテインメントが製作し、ユニバーサルが配給を担当した。この映画は、1971年に出版されたドクター・スースの児童書『The Lorax』の2度目の映像化作品であり、1972年のテレビアニメ特番に続くものとなる。監督はクリス・ルノー、共同監督はカイル・バルダ、製作はクリス・メレダンドリとジャネット・ヒーリーが担当し、脚本はシンコ・ポールとケン・ダウリオが共同で執筆した（両者はドクター・スースの妻であるオードリー・ガイゼルと共にエグゼクティブ・プロデューサーも務めた）。声の出演にはダニー・デヴィート、エド・ヘルムズ、ザック・エフロン、テイラー・スウィフト、ロブ・リグル、ジェニー・スレイト、ベティ・ホワイトが名を連ねている。
この映画は、原作に登場するロラックスと「ワンスラー」を訪れる名前のない少年テッドの物語を拡大して描いている。この映画のアイデアは、2008年に『ホートン/ふしぎな世界のダレダーレ』でメレダンドリと協力したガイゼルが、イルミネーション設立時にメレダンドリに提案したことがきっかけで始まった。2009年に制作チームが正式に発表され、2010年にはダニー・デヴィートが主役の声優として起用された。音楽はジョン・パウエルが作曲し、劇中歌もポールと共同で手掛けた。アニメーション制作はフランスのイルミネーション・マック・ガフ（2011年にイルミネーションが買収したマック・ガフのアニメーション部門）で行われた。
『The Lorax』は2012年2月19日にハリウッドのユニバーサル・スタジオでワールドプレミア上映され、3月2日にアメリカで劇場公開された。上映形式にはIMAX、3D（映画内では「Tree-D」として特別に呼称）、および2Dがあった。批評家たちはアニメーション、音楽、声優陣の演技を評価する一方、キャラクターや物語には批判が集まった。また、原作のメッセージに反するとも捉えられるマーケティングについても批判が起こった。しかし、こうした批判にもかかわらず、この映画は商業的に成功を収め、7,000万ドルの予算に対し、全世界で3億5,100万ドルの興行収入を記録した。日本では同年10月6日に全国で公開され、主人公であるロラックスおじさんの日本語吹き替えは、コメディアンの志村けん（映画吹き替え初挑戦）が担当した。

## ストーリー
環境破壊が進み、本物の木が1本も生えていない世界で、人々はすべて人工物でできた街に閉じこもり、大富豪のオヘアから清浄な空気を購入して生活していた。ほとんどの人はこの生活に満足しており、本物の自然を知る者も少なく、オヘアのプロパガンダの影響で正しい知識を持つ人も限られており、多くは植物を嫌悪していた。
ある日、女子高生のオードリーが「本物の木を見てみたい」と話すのを聞いた少年テッドは、彼女の夢を叶えるため、祖母に紹介されて街の外れに住む謎の老人ワンスラーを訪れる。ワンスラーはかつて緑が生い茂っていた時代を知っており、テッドに興味を持ち、かつて自分が犯した罪、そしてなぜ木がすべてなくなったかを語り始める。
若き日のワンスラーは、衣装から掃除道具まであらゆる用途に使える万能アイテム「スニード」を思いつくが、その材料を探し求め、長旅の末にトラッフラの森にたどり着く。早速木を切り倒し材料にしようとするが、切り株から森の番人ロラックスが現れ、木を守るよう警告する。しかし、ワンスラーは聞き入れず、寝ている間にロラックスは彼を滝へ落とそうとするが、偶然子熊も一緒に寝ているのを見て思いとどまり、結果的にワンスラーも救ってしまう。これを機にワンスラーは「二度と木を切らない」と約束し、ロラックスと共同生活を始める。
やがて「スニード」は大ヒットするが、立ち木から葉を集めるだけでは需要に応えられなくなり、ワンスラーは約束を破り木の伐採を始める。スニードの成功で大富豪になったワンスラーはロラックスの警告を無視して伐採を続け、環境は急激に悪化。ついに最後の一本を切り倒したことでスニードを作れなくなり、ワンスラーは一文無しに。ロラックスは天に戻り、動物たちや金に群がっていた家族も彼のもとを去り、ワンスラーは孤独となる。この後、汚染された環境で空気を販売して成功したのがオヘアだった。
初めはオードリーの気を引くためだったテッドも、ワンスラーの話を聞き、木の大切さを理解する。ワンスラーは唯一残されたトラッフラの種をテッドに託し、「街の一番目立つ場所に植えてほしい」と頼む。種を持ち帰ったテッドに対し、空気を売るオヘアは植物が無料で空気を生み出してしまうことから種を奪おうとする。家族の助けを得て街の広場までたどり着いたテッドとオードリーだったが、オヘアのプロパガンダを信じる住民に妨害される。そこに追っ手とオヘアも加わり追い詰められるが、ついに街の壁が崩れ、ワンスラーが滅ぼしたトラッフラの森の跡が住民の目に映る。真実を知った住民たちは種を育てることに協力し、オヘアは街から追放された。
その後、若木を育てるワンスラーの前にロラックスが舞い戻り、「よくやった」と労うロラックスを、ワンスラーはしっかりと抱きしめるのだった。

## 登場人物
- ロラックスおじさん: ダニー・デヴィート（志村けん） - 黄色い口ひげを持つ不思議なオレンジ色の毛むくじゃらの人型生物で、トラッフラの森の守護者かつ良識の声としての役割を果たす[6]。デヴィートは、イタリア語、スペイン語（ヨーロッパ版）、ドイツ語、カタルーニャ語、ロシア語版でもロラックスの声を担当した[7][8]。
- ワンスラー: エド・ヘルムズ（トータス松本） - 隠遁生活を送る老人で、かつての発明家[6]。
- テッド・ウィギンス: ザック・エフロン（宮野真守） - 理想主義的な12歳の少年[9][10]。キャラクター名は原作者のドクター・スース（本名：セオドア・ガイゼル）にちなんでいる[11]。
- オードリー: テイラー・スウィフト（能年玲奈） - テッドの片思いの相手[12]。彼女の名前はドクター・スースの妻オードリー・ガイゼル（英語版）に由来する[11]。
- アロイシウス・ オヘア: ロブ・リグル（山寺宏一） - 小柄で強欲な市長で、住民に新鮮な空気を提供する「オヘア・エア」社の経営者[6]。
- ミセス・ウィギンズ（テッドのママ）: ジェニー・スレイト（LiLiCo） - テッドの神経質な母親で、グラミー・ノーマの娘[13]。
- グラミー・ノーマ（ノーマおばあちゃん）: ベティ・ホワイト（京田尚子） - テッドの祖母で、ウィギンズ家のユーモアのある長老[12]。
- イザベラ: ナシム・ペドラド（雨蘭咲木子） - ワンスラーの母親。
- アンクル・ウブ（アブおじさん） - スティーヴン・トボロウスキー（稲葉実） - ワンスラーのおじ。
- アント・グリゼルダ（グリゼルダおばさん） - エルマリー・ウェンデル（英語版）（くじら） - ワンスラーのおばであり、ウェンデルの最後の映画出演作となった（2018年7月21日に死去）。
- ブレット&チェット: ダニー・クックセイ（英語版）（青山穣） - ワンスラーの双子の兄弟で、あまり賢くない。
- 配達員サイ: フレッチャー・シャーダン（国本武春）
- 第1マーケティング担当者: ジョエル・スウェトゥ（英語版）
- 第2マーケティング担当者: マイケル・ビーティー（英語版）
- 第1コマーシャル担当者: デイブ B. ミッチェル（英語版）
- 第2コマーシャル担当者: デンプシー・パピオン
- 森の動物たち: クリス・ルノー
- ビジネスマン: （遠藤純一 / 佐藤せつじ）
- その他: 長谷川俊介 / 武田幸史 / 安永亜季 / 嶋村侑 / 下山田綾華 / 西村太佑

## スタッフ
- 原作 - ドクター・スース
- 監督 - クリス・ルノー
- 脚本 - ケン・ダウリオ、シンコ・ポール
- 製作 - クリス・メレダンドリ、ジャネット・ヒーリー
- 製作総指揮 - オードリー・ガイゼル、ケン・ダウリオ、シンコ・ポール
- 音楽 - ジョン・パウエル

## 制作
この映画は、ドクター・スースの書籍を原作とした4作目の長編映画であり、完全にコンピューターアニメーションで制作されたのは2作目（1作目は2008年の『ホートン/ふしぎな世界のダレダーレ』）で、3Dで公開された初の作品である。また、この作品はイルミネーション・エンターテインメントによる初のIMAX 3D上映作品（映画宣伝では「IMAX Tree-D」と称されていた）でもあった。映画の企画は、ドクター・スースの妻であるオードリー・ガイゼルが発案し、彼女は『ホートン/ふしぎな世界のダレダーレ』でプロデューサーのクリス・メレダンドリと提携していた。イルミネーション設立時、ガイゼルはメレダンドリに「次はこれをやりたい」と伝えたという。2009年7月に映画化が正式発表され、メレダンドリがプロデューサー、ガイゼルがエグゼクティブプロデューサーとして参加することが決定した。監督はクリス・ルノー、共同監督はカイル・バルダ、脚本は『ホートン/ふしぎな世界のダレダーレ』やイルミネーションの過去作で脚本を担当したシンコ・ポールとケン・ダウリオが担当することが発表された。2010年には、ダニー・デヴィートがロラックスの声優としてキャスティングされた。
アニメーション制作は、2011年夏にイルミネーション・エンターテインメントが買収したフランスのスタジオ、イルミネーション・マック・ガフで全面的に行われた。デヴィートはオリジナルの英語音声に加え、ロシア語、ドイツ語、イタリア語、カタルーニャ語／バレンシア語、スペイン語（カスティーリャ版）、ラテンアメリカ版スペイン語の計5言語でロラックス役を担当し、セリフを音声で聞き覚えながら演じた。また、ユニバーサルは、マサチューセッツ州ブルックラインの小学4年生のクラスがChange.orgを通じて成功させた請願を受け、映画のウェブサイトに環境メッセージを追加した。

## 公開
本作は、2012年3月2日にアメリカとカナダで公開され、イギリスでは同年7月27日に公開された。また、ユニバーサル・ピクチャーズの現行ロゴが初めて使用された映画でもあり、同社の創立100周年を記念して、ジェリー・ゴールドスミスが作曲したファンファーレをブライアン・タイラーが編曲したバージョンが採用された。

### マーケティングの論争
原作『The Lorax』が資本主義と汚染への批判として制作されたにもかかわらず、マツダは『The Lorax』の舞台やキャラクターを使用した広告で、自社のCX-5 SUVを宣伝した。この広告は、原作のメッセージに真っ向から反するものとして一部から批判された。これに対し、ユニバーサルの提携およびライセンス部門の社長であるステファニー・スパーバーは、ユニバーサルがマツダのCX-5と提携した理由について、「電気自動車やハイブリッド車を買う余裕がない消費者にとって、環境に配慮した選択肢を提供する良い選択肢だ」と説明している。
また、本作はセブンスジェネレーションの使い捨ておむつの販売にも利用された。イルミネーション・エンターテインメントは、アイホップ、ホールフーズ、アメリカ合衆国環境保護庁（EPA）を含む70以上の企業と製品統合契約を結び、映画と提携した。

### 音楽
映画のサウンドトラックはジョン・パウエルが作曲を担当し、彼は以前に『ホートン/ふしぎな世界のダレダーレ』（2008年）のスコアも手掛けていた。また、劇中歌はシンコ・ポールが作詞した。本作のサウンドトラックは2種類リリースされており、1つはパウエルによる映画のスコア、もう1つはパウエルとポールが作曲し、さまざまなアーティストが歌ったオリジナル楽曲を収録したアルバムである。映画のために書き下ろされたオリジナル曲には、「Thneedville」「This is the Place」「Everybody Needs a Thneed」「How Bad Can I Be?」「Let It Grow」が含まれている。

### ホームメディア
本作は2012年8月7日にDVD、Blu-ray 3D、Blu-rayでリリースされた。Blu-ray/DVDコンボパックには3つのミニムービー「セレナーデ」「馬車でひと騒動」「自然界の力」が収録されている。「セレナーデ」では、ルーがメスのバーバルートにアピールしようとするが、ライバルが現れる。「馬車でひと騒動」では、バーバルートのピップスクイークとルーがワンスラーの許可を得ずに彼のワゴンを乗り回す。「自然界の力」では、ロラックスがピップスクイークを「名誉ロラックス」に任命し、ワンスラーを驚かせるために協力する。

### ビデオゲーム
Blockdotは映画を元にしたモバイルパズルゲーム『Truffula Shuffula』を制作した。このゲームは2012年2月1日にiOSおよびAndroid向けにリリースされた。

## 評価

### 批評的な評価
レビュー収集サイト「Rotten Tomatoes」では、『The Lorax』は156件のレビューに基づき、54%の支持率を得ており、平均評価は5.9/10となっている。サイトの批評的コンセンサスでは、「ドクター・スースの『The Lorax』は十分にかわいらしく面白いが、ハリウッドの派手な制作価値のせいで、原作のシンプルな道徳観が失われている」と述べられている。「Metacritic」では30件の批評に基づき、100点満点中46点のスコアを獲得し、「賛否両論または平均的な評価」とされている。観客調査を行うCinemaScoreによれば、観客はこの映画に「A」（A+からFまでの評価）を付けた。

『ニューヨーク・マガジン』の映画批評家デヴィッド・エデルスタインは、NPRの『オール・シングス・コンシダード』でこの映画に強く反対し、ハリウッドのアニメーションと脚本の形式が原作の精神を薄めてしまっていると主張した。彼は、この種のアニメ映画は原作に不適切だと述べ、以下のように批評した。エデルスタインによると、映画の中でオードリーがテッドにトゥルフラの木を説明するシーンで、以下のように描かれている。
その木の房の手触りは絹よりも柔らかく、香りは新鮮な蝶のミルクのように甘い – ところが［映画では］テッドが「わあ、それってどういう意味？」と言い、オードリーが「そうよね？」と答える。このように、本の中の数少ないセリフでドクター・スースの巧妙な風変わりさが表現されている部分も、基本的には馬鹿にされるか、少なくとも地に引きずり降ろされてしまう。
一方、ポジティブな評価もあり、リチャード・ローパーはこの映画を「家族で楽しめるしっかりとしたエンターテイメント」と称賛した。また、『ピッツバーグ・トリビューン』のロジャー・ムーアは、映画を「鮮やかなスース風の色彩とデザインの饗宴」と呼び、環境保護のメッセージを支持した。

### 興行収入
本作は北米で2億1,450万ドル、その他の国で1億3,690万ドル、全世界で合計3億5,140万ドルの興行収入を記録した。
2012年3月2日の公開初日には北米で1,750万ドルを稼ぎ、興行収入のトップに立った。週末には7,020万ドルの興行収入を達成し、新作『プロジェクトX』（2,100万ドル）やその他の映画を大きく上回った。この記録はイルミネーション・エンターテインメント作品としての最大のオープニング成績であり、またドクター・スースの書籍を原作とする映画としても最大のオープニングとなった。さらに、環境テーマの映画としては歴代2位、3月公開映画としては歴代3位のオープニング記録を達成し、アニメーション映画としては歴代8位の好成績を記録した。翌週末も興行収入トップを維持し、45%減の3,880万ドルを記録し、ディズニーの新作『ジョン・カーター』（第2位）を抑えて再び1位となった。
2012年4月11日には、ウォルト・ディズニー・アニメーション・スタジオの『塔の上のラプンツェル』以来、約1年ぶりに北米で2億ドルを超えたアニメーション映画となった。

### オンラインでの人気
映画『The Lorax』はインターネット上で人気を博し、特にロラックスが去るシーンなどがTikTokで話題となった。特に、映画に登場するワンスラーはTumblrで注目を集め、多くのユーザーがファンアートやファン・フィクション、コスプレ、さらにはキャラクターの別バージョンを作り上げて「カップリング」するなど、独自のファンダムが形成された。このファンダムにより、ワンスラーは「Tumblr Sexyman」の初例とされ、Tumblr上で大きな人気を持つ架空のセックスシンボルキャラクターとして知られるようになった。このワンスラーのファンダムは、特にTumblrのLGBTコミュニティと関連している。